# Alien Brigade
Alien Brigade — видеоигра в жанре рельсового шутера с поддержкой светового пистолета, разработанная и выпущенная компанией Atari Corporation в 1990 году эксклюзивно для игровой приставки Atari 7800 только на североамериканском рынке. Начальная цена игры составила 34,95 US$. Для прохождения можно использовать как геймпад, так и световой пистолет.

## Игровой процесс

Кадр из первого уровня игры

В плане геймплея Alien Brigade представляет собой типичный рельсовый шутер, наподобие игр Cabal, Operation Wolf или Maximum Force. Действие в игре происходит от первого лица, на экране виден лишь прицел оружия главного героя, экран движется самостоятельно слева направо или справа налево. На экране на четырёх условных горизонтальных уровнях появляются противники, причём, чем дальше от нижней части экрана, тем мельче они выглядят, что создаёт эффект отдаления. Бо́льшая часть врагов появляется, «выбегая» на игровой экран слева или справа, хотя на самой нижней горизонтали враги могут возникать снизу, а некоторые враги, например, вертолёты, «спускаться» на игровой экран сверху.
В самом верху игрового экрана расположены датчики, показывающие, какое оружие находится в руках главного героя и запасное оружие — гранаты, гранатомёт, огнемёт и т. п., количество боеприпасов к основному и запасному оружию, уровень игрового здоровья и количество игровых очков, начисляемых за уничтожение врагов и спасение заложников. Для спасения заложников, время от времени появляющихся на экране, необходимо просто не стрелять в них, а в конце уровня позволить им сесть в вертолёт спасателей.
Всего игра состоит из пяти уровней: «Deep Jungle Camp» — военная база, «South American River Resort» — уровень с рекой по центру экрана, «Underwater» — подводный уровень, «Alien Cave Base» — уровень в пещере и «Main Alien Mountain Base» — финальный уровень в горах. Уровни разделены небольшими сюжетными вставками, в которых объясняется, какое задание предстоит игроку на следующем этапе.

## Сюжет
На военную базу был отправлен специальный отряд, чтобы выяснить причины странного поведения солдат в последнее время. Проведённое расследование показало, что многие из солдат подверглись промывке мозгов злобными Плутоидами — инопланетянами-зомби, жаждущих захватить Землю. Некоторые пришельцы смогли принять облик солдат-людей, став абсолютно неотличимыми от них. Кроме того, выяснилось, что коварные пришельцы строят секретное оружие, с помощью которого они смогут промыть мозги всему населению планеты.
Игроку предстоит в составе особого спецподразделения спасти Землю, уничтожив инопланетных захватчиков и их секретное оружие, собирая при этом мощное оружие и освобождая заложников. Перед игроком стоит нелёгкая задача — уничтожить врагов, чтобы самому не стать одним из них.

## Критика
Alien Brigade является одной из самых популярных игр на Atari 7800. Она была одной из немногих игр на этой приставке, к которой был выпущен рекламный постер, рецензии на неё вышли в нескольких игровых журналах того времени, в том числе, в GamePro и Atari Explorer, и продолжают выходить и в наше время. Почти во всех отзывах игра получила очень высокие оценки.

### Рецензии
- Alien Brigade вошла в десятку лучших игр Atari 7800 по версии веб-сайта IGN, заняв пятое место после игр Food Fight, Ninja Golf, Midnight Mutants и Ikari Warriors. В сопутственном комментарии плюсами игры были названы хорошая графика и анимация и большой выбор различного оружия[9].
- На веб-сайте Allgame — коммерческой информационной базе данных компьютерных игр, Alien Brigade получила оценку 4/5, в том числе: 3/5 за музыку и звук, 3,5/5 за «фактор повторного прохождения» (англ. Replay Value), 4/5 за графическое оформление и 4,5/5 за геймплей. Игра была названа в рецензии одной из лучших игр для светового пистолета тех лет. К плюсам игры Allgame отнесла возможность управлять игровым процессом с помощью геймпада, разнообразие игровых локаций и качественную графику[10].
- На англоязычном веб-сайте Video Game Critic, посвящённом консольным играм, Alien Brigade получила оценку A- (по шкале от A+ до F-) и вошла в десятку лучших игр на Atari 7800 после игр Asteroids, Centipede, Food Fight, Joust, Pac-Man Collection и Space Duel[11]. Эта игра, по мнению сайта, является лучшей в своём жанре на Atari 7800, с удобным управлением, разнообразием оружия и красивой анимацией[12].
- Другой англоязычный сайт — Digital Press — Classic Video Games, оценил приключения отважного спецназовца в 9 баллов из 10, в том числе, оценку 7/10 получила музыка и звук игры и по 9/10 — графическое оформление и геймплей. Игра была названа в рецензии прекрасным примером качественной игры со всеми атрибутами первосортной аркады. Небольшим недостатком была названа музыка и звуковые эффекты игры, что впрочем, по мнению рецензента, связано с особенностями звуковой карты приставки. Особо высоко был оценён геймплей игры, разнообразный и захватывающий[13].
- Также достаточно высокие 8,5 баллов из 10 игра получила на немецком веб-сайте neXGam, где Alien Brigade была названа одной из немногих качественных игр с хорошей графикой и интересным геймплеем среди игр Atari 7800[14].